# Brooklynski most
Brooklynski most je hibridni most s poševnimi zategami / viseči most v New Yorku in je eden najstarejših mostov takega tipa v Združenih državah Amerike. Končan leta 1883, povezuje okrožji Manhattan in Brooklyn, ki ležita ob East River. Njegov glavni razpon meri 486,3 m in je bil izdelan kot prvi jekleni viseči most. Prvotno je bil imenovan New York and Brooklyn Bridge in kot East River Bridge, vendar pa je bil kasneje poimenovan Brooklyn Bridge. Ime izhaja od 25. januarja 1867 iz pisma uredniku Brooklyn Daily Eagle,  in formalno tako poimenovan s strani mestne oblasti leta 1915. Od odprtja je postal ikona New Yorka. Leta 1964 je bil imenovan kot National Historic Landmark in leta 1972 kot National Historic Civil Engineering Landmark. 
Brooklynski most je po mnenju mnogih najlepši most na svetu. V verzih sta ga opisovala Walt Whitman in Hart Crane, na platnu pa ovekovečila Georgia O'Keefe in Joseph Stella.

## Načrt
Čeprav je Brooklynski most tehnično viseči most , je hibrid, saj  uporablja tudi kable. Piloni so zgrajeni iz apnenca, granita in Rosendale cementa. Granitne kocke so bile pridobljene in oblikovane na otoku Vinalhaven, Maine, na podlagi pogodbe z družbo Bodwell Granit in pripeljane v New Yorku z dvojamborniki. 
Most je bil zgrajen s številnimi prehodi in predelki v sidriščih. New Yorkje oddajal v najem velike oboke pod mostom na Manhattanski strani sidrišča za financiranje mostu. Odprti leta 1876 so bili oboki uporabljeni za shranjevanje vina, saj je bilo tam vedno okoli 16 °C. Imenovali so jih "Blue Grotto" zaradi Marijinega svetišča poleg vhodne odprtine. Ko je časopis New York obiskal eno od kleti 102 leti kasneje, leta 1978, je odkril na steni slabo viden napis: "Kdor ne ljubi vina, žensk in pesmi, bo ostal bedak celo svoje življenje." 
Pred začetkom gradnje je bila ustanovljena Družba New York Bridge Company. Stroški projekta so bili ocenjeni na 5 mio dolarjev, o tega naj bi dve tretjini prispevalo mesto Brooklyn, eno tretjino pa mesto New York.

## Zgodovina

### Gradnja
Gradnja mostu se je začela leta 1869. Zasnoval ga je nemški priseljenec John Augustus Roebling, ki je pred tem zasnoval in izdelal nekaj krajših visečih mostov, kot je Delaware akvadukt v Lackawaxenu, Pennsylvania, viseči most Waco v Teksasu in John A. Roeblingov viseči most v Cincinnatiju, Ohio. Med izvajanjem raziskav za projekt mostu si je Roebling poškodoval nogo, ko ga je trajekt pritisnil ob pilot. Po amputaciji zdrobljenih prstov se je razvila okužba tetanusa, ki ga je onesposobila in kmalu po tem, ko je za projekt zadolžil svojega 32-letnega sina Washingtona Roeblinga, umrl. 
Washington Roebling je kmalu po začetku gradnje 3. januarja 1870 tudi utrpel poškodbe, ki so bile posledica dekompresijske bolezni. To stanje je najprej imenoval zdravnik Andrew Smith kot "kesonska bolezen", za katero so zboleli mnogi delavci, ki so delali v kesonih. Roeblingovo izčrpavajoče stanje je pustilo posledice, da ni mogel fizično nadzorovati gradnje.
Nadzor nad izvedno je opravljal iz svojega stanovanja s pogledom na gradbišče, oblikoval in preoblikoval je kesone in drugo opremo. Pomagala mu je žena Emily Warren Roebling, ki je bila pisna zveza med možem in inženirji na gradbišču. Pod vodstvom svojega moža je Emily študirala višjo matematiko, izračunavala vozne krivulje, prednosti materialov, specifikacije mostu in zapletenost kabelske gradnje. Naslednjih 11 let je asistirala Washingtonu Roeblingu in pomagala nadzorovati gradnjo mostu.  Ko je železna sonda pod kesonom za Manhattanski pilon prišla do temeljnih tal, je bila globlje, kot je bilo pričakovano, zato je Roebling ustavil gradnjo zaradi povečanega tveganja dekompresijske bolezni. Kasneje je obveljalo, da je agregat 9 m pod predvidenim nivojem dovolj za podporo baze pilona in gradnja nadaljevala.
Gradnja Brooklynskega mostu je podrobno opisana v knjigi The Great Bridge Davida McCullougha (1972 ) in Brooklyn Bridge (1981), prvi PBS dokumentarni film doslej je posnel Ken Burns. Burns je za film uporabil McCulloughovo knjigo in ga uporabil kot pripovedovalca.  Opisan je tudi v Sedmih čudesih industrijskega sveta, BBC Dokudrama seriji s spremljajočo knjigo.

### Otvoritev
Most je bil predan v uporabo 24. maja 1883. Otvoritvene slovesnosti se je udeležilo več tisoč ljudi in veliko ladij v East Bayu. Predsednik Chester Alan Arthur in župan Franklin Edson sta prečkala most v spremstvu salv iz topov in pozdravila župana Brooklyna Setha Lowa, ko sta dosela Brooklynski pilon. Arthur se je rokoval z Roeblingom na njegovem domu po slovesnosti. Roebling se ni mogla udeležiti slovesnosti, vendar je imel slavnostni banket v svoji hiši na dan otvoritve mostu.
Na ta prvi dan je prečkalo most skupno 1.800 vozil in 150.300 ljudi. Emily Warren Roebling je prva prečkala most. Glavni razpon čez East River je 486,3 m dolg. Most je stal US $ 15.500.000 dolarjev (danes približno US $ 379.661.000). Ocenjeno število umrlih med njegovo gradnjo je 27 ljudi.
30. maja 1883, šest dni po odprtju, so se začele govorice, da se bo most zrušil, kar je povzročilo stampedo, pri čemer je bilo najmanj dvanajst ljudi zmečkanih in ubitih.  17. maja 1884 je P.T. Barnum pomagal razbliniti dvome o stabilnosti  mostu, in s svojim slavnim cirkusom, oziroma slonom Jumbom vodil parado 21 slonov čez Brooklynski most. 
V času, ko je bil odprt in še več naslednjih let, je bil najdaljši viseči most na svetu. Od leta 1980 je bil ponoči osvetljen in izpostavljal svoje arhitekturne značilnosti. Arhitekturni slog je neogotski, z značilnimi ostrimi loki nad prehode preko kamnitih pilonov. Barva shema mostu je "Brooklyn Bridge Tan" in "Silver", čeprav nekateri trdijo, da je bila prvotna barva "Rawlins Red".
V času, ko je bil zgrajen most, se aerodinamika objekta ni izdelala. Mostovi niso bili preizkušeni v vetrovniku do leta 1950, tudi po razpadu prvega mostu Tacoma Narrows (galopirajoča Gertie) leta 1940. Zaradi tega je sreča, da je struktura podpore voziščne konstrukcije po svoji naravi manj podvržena aerodinamičnim problemom. Roebling je zasnoval most in nosilni sistem, ki je bil šestkrat predimenzioniran. Zaradi tega Brooklynski most še vedno stoji, ko so številni mostovi zgrajeni v približno istem času izginili v zgodovino in bili zamenjani.

### Obnova
Po porušitvi I-35W avtocestnega mostu v mestu Minneapolis v letu 2007, se je povečala pozornosti javnosti na stanje mostov po vsej ZDA. Poročali so, da je pristopna rampa na Brooklynski most prejela oceno "slaba". NYC Department of Transport se je odločil, da slaba boniteta pomeni potrebno prenovo. US $ 549.397.000 vreden projekt prenove se je začel v letu 2010, polna prenova mostu se je začela spomladi 2011 in končala nekoliko kasneje od planirane, do aprila 2015. 
Kot del tega projekta sta bili razširjeni pristopni rampi iz enega pasu na dva z novo montažno rampo; razdalja nad vzhodno Interstate 278 na York Street, na dvonivojsko Brooklyn-Queens avtocesto, se bo povečala; izvedena je tudi potresna naknadna vgradnja, zamenjava zarjavelih ograj in varnostnih pregrad in zamenjava vozišča. 

## Dostop za pešce in vozila
Most je bil prvotno namenjen konjski vpregi in železniškemu prometu, z ločeno povišano pešpotjo v sredini za pešce in kolesa. Od leta 1950 je glavna cesta s šestimi prometnimi pasovi namenjena avtomobilskemu prometu. Glede na višino nad voziščem (3,4 m) in nosilnost 2,7 t omejitve, velja prepoved zao gospodarska vozila in avtobuse.

## Galerija
- V gradnji, okoli 1872/1887}}
- Brooklynski most, pogled iz Brooklyna,jJulij 1899
- Brooklynski most, pogled iz Manhattana, julij 1899
- Slikarji, ki delajo na mostu, october 1914 (Eugene de Salignac)
- Baza Brooklynskega pilona
- Zastava na pilonu
- Pešpot
- Pešpot med piloni
- Pogled podporne strukture čez vozišče
- Zahodno vozišče,gledano proti vzhodu
- Pogled iz Brooklyna
- Pogled iz Manhattana